# Tjomnyj mir
Tjomnyj mir (russisk: Тёмный мир, da.: Den mørke verden) er en russisk fantasyfilm fra 2010 instrueret af Anton Megerditjev. Filmen er den første russiske 3D-film; det er dog kun en del af filmen, der er i 3D-formatet.

## Handling
En gruppe filologistuderende tager på ekspedition til fjerntliggende landsbyer i mod nord. To af ekspeditionens deltagere kommer til en kirkegård i skoven, hvor de inde i et hus finder en mumie med et skjold. Kontakt med mumien giver pigen paranormale evner. En redningshold ankommer for at redde ekspeditionens deltagere, men redningsholdet er ikke, hvad de giver sig ud for, og der opstår kamp om mumiens skjold, der indeholder ånden efter en dæmonisk troldmand. 

## Medvirkende
- Svetlana Ivanova — Marija
- Ivan Zjidkov — Kostja
- Jelena Panova — Helvi
- Sergej Ugrjumov — Aleksandr Volkov
- Ilja Aleksejev — Arthur

## Anmeldelser
Filmen fik blandede anmeldelser fra kritikere, der bl.a. kritiserede filmens 3D-teknologi. Filmen blev negativt vurderet af magasinerne Afisha, TimeOut (ifølge anmelderen, "formåede forfatterne til filmen ... at hæve barren for idioti"), Novje Izvestia og hjemmesiden cinepocalypse.ru Andre anmeldere var neutrale,